# Mais qui donc m'a fait ce bébé ?
Pour plus de détails, voir Fiche technique et Distribution.
Mais qui donc m'a fait ce bébé ? est un film franco-luxembourgeois réalisé par Michel Gérard et sorti en 1971.

## Fiche technique
- Titre : Mais qui donc m'a fait ce bébé ?
- Réalisation : Michel Gérard
- Scénario : Michel Gérard
- Photographie : Roland Delcourt
- Son : Robert Kettels
- Montage : Jacques de Pauw
- Musique : Jean-Pierre Kremmer
- Production : Cidéo (Luxembourg) - Expancinest (France)
- Distribution : Les Films Fernand Rivers
- Pays :  France -  Luxembourg
- Durée : 92 minutes
- Date de sortie  : France - 27 octobre 1971

## Distribution
- Denise Grey
- Noël Roquevert
- Nathalie Vernier
- Vincent Gauthier
- Michèle Girardon
- Harry-Max
- Roger Lumont
- Jean-Marc Guijarro